# Phelsuma abbotti
Il  felsuma di Abbott (Phelsuma abbotti Stejneger, 1893) è un piccolo sauro della famiglia Gekkonidae, endemico del Madagascar e delle isole Seychelles.

## Biologia
È una specie ovipara.

## Distribuzione e habitat
Questa specie è diffusa nel Madagascar settentrionale e occidentale e nelle isole Seychelles meridionali (Aldabra e Assumption). In Madagascar è presente oltreché sull'isola principale anche in numerose isole minori tra cui Nosy Be, Nosy Hara, Nosy Mamoko, Nosy Mitsio, Nosy Sakatia e Nosy Tanikely.
La si può osservare in una varietà di habitat (macchie e boscaglie, lembi di foresta primaria, mangrovie, foreste decidue stagionali, aree urbane), dal livello del mare sino a 320 m di altitudine.

## Tassonomia
Sono note le seguenti sottospecie:
- Phelsuma abbotti abbotti Stejneger, 1893 — endemica dell'atollo di Aldabra
- Phelsuma abbotti chekei (Börner and Minuth, 1984) — endemica del Madagascar
- Phelsuma abbotti sumptio Cheke, 1982 - endemica dell'isola di Assumption

## Conservazione
La IUCN Red List classifica P. abbotti come specie a rischio minimo (Least Concern).
La specie è inserita nella Appendice II della Convention on International Trade of Endangered Species (CITES).